# Tatami (programma televisivo)
(Camila Raznovich alla conferenza stampa)
Tatami è stato un programma televisivo italiano presentato da Camila Raznovich, andato in onda dal 2008 al 2010 su Rai 3, dalle 23:40 all'1.00.

## La trasmissione
Camila Raznovich cerca di far riflettere e di raccontare i diversi aspetti di una società multitasking.
Il programma è diviso in tre parti:
1. il confronto su un tema riguartante il sesso e la droga;
2. l'incontro con un personaggio;
3. il racconto di storie di persone che per affermare le proprie idee e scelte hanno dovuto combattere.

I temi del programma sono relativi anche all'ambito familiare.

## Puntate

### Seconda edizione
| n°            | Messa in onda    | Titolo                                | Telespettatori | Share |
| ------------- | ---------------- | ------------------------------------- | -------------- | ----- |
| 1             | 6 dicembre 2009  | L'erose la fine dei suoi "confini"    |                | 8,33% |
| 2             | 13 dicembre 2009 | Il fenomeno delle "baby star"         |                |       |
| 3             | 20 dicembre 2009 | La fortuna non esiste                 |                | 6,48% |
| 4             | 27 dicembre 2009 | Fuga dalla Nigeria                    |                | 6,41% |
| 5             | 3 gennaio 2010   | Giulio Scarpati e Marco Presta        |                |       |
| 6             | 10 gennaio 2010  | Nuove frontiere della maternità       |                |       |
| 7             | 17 gennaio 2010  | Figli d'arte                          |                |       |
| 8             | 24 gennaio 2010  | Lo straordinario coraggio di Beatrice |                |       |
| 9             | 31 gennaio 2010  | C'è una pillola per tutto?            |                |       |
| 10            | 7 febbraio 2010  | Chirurgia estetica                    |                |       |
| 11            | 21 febbraio 2010 | I cambiamenti delle donne             |                |       |
| 12            | 28 febbraio 2010 | Adolescenti e trasgressioni           |                |       |
| Media ascolti |                  |                                       |                |       |